# Quận Grant, Louisiana
Grant là một quận thuộc bang Louisiana, Hoa Kỳ. Theo thống kê năm 2010, dân số quận này là 20164 người, mật độ 12 người/km².

## Dân số
Biến động dân số qua các từ 1900-2010: